# Glendronach
Glendronach (рус. Глендронак) — марка солодового шотландского виски, производимого на одноимённой винокурне, расположенной недалеко от поселения Forgue городка Huntly в округе Абердиншир. Винокурней владеет компания Brown-Forman Corporation через винокурню BenRiach Distillery Company.

## История
Дистиллерия была основана в 1826 году Джеймсом Аллардайсом. Получила официальную лицензию на производство виски в числе первых, согласно законодательному акту Excise Act от 1823 года. Согласно иным источникам основателем был консорциум предпринимателей и фермеров, куда также входил Джеймс Аллардайс. Предприятие много раз меняло владельцев. В 1960 году новым хозяином винокурни становится фирма Teachers and Sons Ltd, при которой количество кубов дистилляции было увеличено с 2 до 6. В 1996 году дистиллерия была законсервирована и повторно возобновила производство в 2002 году с новыми владельцами Allied Distillers Limited. Следующая смена собственников состоялась в 2006 году, когда винокурню приобретает известный конгломерат виски Chivas Brothers Ltd (принадлежит консорциуму Pernod Ricard group), а в 2008 она переходит к BenRiach Distillery Company.